# Kléber Pereira
Kléber João Boas Pereira (ur. 13 sierpnia 1975 w Peri Mirim) – piłkarz brazylijski, występujący na pozycji napastnika.
W Brazylii znany głównie jako Kléber Pereira, zaś w Meksyku jako Kléber Boas.

## Kariera klubowa
Karierę piłkarską Kléber Pereira rozpoczął w klubie Moto Club São Luís w 1995. Rok później z 26 bramkami na koncie został królem strzelców ligi stanowej Maranhão. Dzięki temu trafił do szwajcarskiego FC Sion. Z Sionem zdobył mistrzostwo Szwajcarii oraz Puchar Szwajcarii w 1997. Po roku powrócił do Brazylii i został zawodnikiem Náutico Recife, z którego powrócił do Moto Club. W barwach Moto Club z 25 bramkami został królem strzelców Campeonato Brasileiro Série C. Przełomem w jego karierze był transfer do Athletico Paranaense w 1999. W lidze brazylijskiej zadebiutował 25 lipca 1999 w przegranym 1-2 meczu z Grêmio Porto Alegre.
Z Athletico Paranaense zdobył mistrzostwo Brazylii 2001 oraz trzykrotnie mistrzostwo stanu Paraná – Campeonato Paranaense w 2000, 2001 i 2002. Indywidualnie Kléber dwukrotnie był królem strzelców ligi stanowej w 2001 i 2002. W 2003 Kléber wyjechał do Meksyku, gdzie został zawodnikiem Tigres UANL. W lidze meksykańskiej zadebiutował 11 stycznia 2003 w wygranym 3-0 meczu z Jaguares de Chiapas. Kléber wszedł na boisko w 81 min. i sześć minut później ustalił wynik spotkania. W Tigres Kléber występował przez kilkanaście miesięcy i rozegrał w nim 45 meczów, w których strzelił 14 bramek.
Przed sezonem 2004-2005 przeszedł do Veracruz, jednak po rozegraniu rundy Apertura 2004 przeszedł do stołecznego Club América. Z Club América Kléber zdobył mistrzostwo Meksyku w turnieju Clausura 2005. Indywidualnie z 11 bramkami Kléber był królem strzelców tych rozgrywek. Rok później Kléber wygrał rozgrywki Ligi Mistrzów CONCACAF. Sezon 2006-2007 Kléber spędził na wypożyczeniu w Club Necaxa. W Necaxie rozegrał swój ostatni mecz w lidze meksykańskiej 21 kwietnia 2007 w wygranym 2-1 meczu z Atlasem Guadalajara. Było to udane pożeganie, gdyż w 49 min. meczu Kléber otworzył wynik spotkania. Ogółem w latach 2003-2007 Kléber rozegrał w lidze meksykańskiej 133 spotkania, w których strzelił 57 bramek.
Po powrocie do Brazylii latem 2007 Kléber trafił do Santosu FC. W sezonie 2007 strzelił on 16 bramek w 26 meczach. Sezon 2007 Kléber zakończył z 21 bramkami w 35 meczach, dzięki czemu wraz z Washingtonem i Keirrisonem został królem strzelców z ligi brazylijskiej w 2008. W Santosie występował do końca 2009 i rozegrał w nim 88 meczów, w których strzelił 50 bramek.
Pierwszą połowę 2010 Kléber spędził w SC Internacional. Z Internacionalem zdobył Copa Libertadores 2010. Drugą połowę spędził w Vitórii Salvador. W barwach Vitórii Kléber rozegrał swój ostatni dotychczas mecz w lidze brazylijskiej 4 listopada 2010 w przegranym 0-1 meczu z Cruzeiro EC. Dotychczas w lidze brazylijskiej rozegrał 195 mecze, w których strzelił 101 bramek. Od początku 2011 Kléber występuje po raz trzeci w Moto Club.
| Sezon   | Klub                        | Kraj       | Rozgrywki                     | Mecze | Bramki |
| ------- | --------------------------- | ---------- | ----------------------------- | ----- | ------ |
| 1995    | Moto Club São Luís          | Brazylia   | Campeonato Brasileiro Série B | ?     | ?      |
| 1996/97 | FC Sion                     | Szwajcaria | Ligue Nationale A             | ?     | ?      |
| 1997    | Náutico Recife              | Brazylia   | Campeonato Brasileiro Série B | ?     | ?      |
| 1998    | Moto Club São Luís          | Brazylia   | Campeonato Brasileiro Série C | ?     | ?      |
| 1999    | Athletico Paranaense        | Brazylia   | Campeonato Brasileiro Série A | 19    | 10     |
| 2000    | Athletico Paranaense        | Brazylia   | Campeonato Brasileiro Série A | 26    | 13     |
| 2001    | Athletico Paranaense        | Brazylia   | Campeonato Brasileiro Série A | 24    | 17     |
| 2002    | Athletico Paranaense        | Brazylia   | Campeonato Brasileiro Série A | 20    | 11     |
| 2002/03 | Tigres UANL                 | Meksyk     | Primera División              | 18    | 6      |
| 2003/04 | Tigres UANL                 | Meksyk     | Primera División              | 27    | 8      |
| 2004/05 | Tiburones Rojos de Veracruz | Meksyk     | Primera División              | 12    | 2      |
| 2004/05 | Club América                | Meksyk     | Primera División              | 16    | 12     |
| 2005/06 | Club América                | Meksyk     | Primera División              | 31    | 18     |
| 2006/07 | Club Necaxa                 | Meksyk     | Primera División              | 29    | 11     |
| 2007    | Santos FC                   | Brazylia   | Campeonato Brasileiro Série A | 26    | 16     |
| 2008    | Santos FC                   | Brazylia   | Campeonato Brasileiro Série A | 35    | 21     |
| 2009    | Santos FC                   | Brazylia   | Campeonato Brasileiro Série A | 32    | 14     |
| 2010    | Internacional Porto Alegre  | Brazylia   | Campeonato Brasileiro Série A | 1     | 0      |
| 2010    | Vitória Salvador            | Brazylia   | Campeonato Brasileiro Série A | 12    | 1      |
| 2011    | Moto Club São Luís          | Brazylia   | Campeonato Maranhense         | ?     | ?      |